# Rzęska

Budowa rzęski

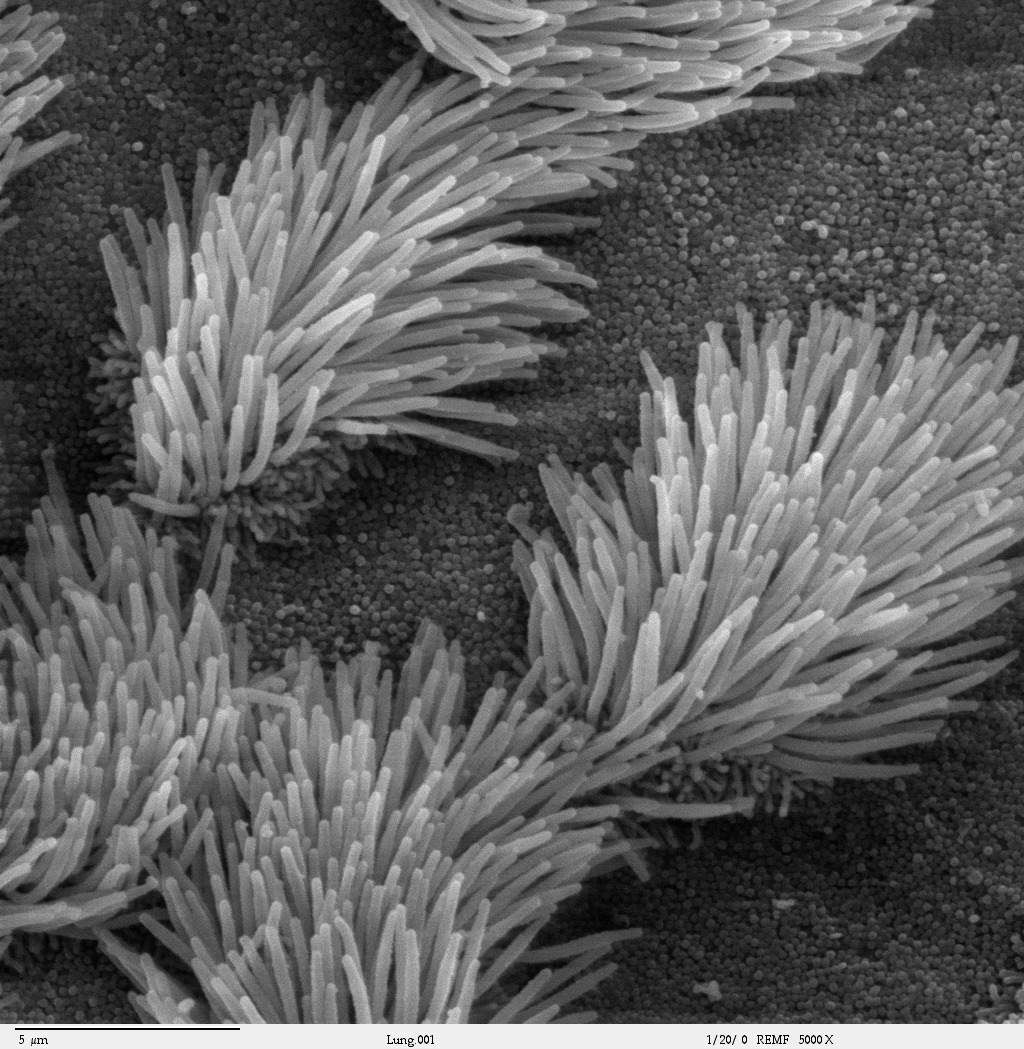
Obraz uzyskany w elektronowym mikroskopie skaningowym przedstawiający rzęski nabłonka oddechowego.

Rzęski – (łac. cilium) organellum ruchu, cienkie wyrostki cytoplazmatyczne, osadzone na ciałkach podstawowych. Występują w niektórych komórkach eukariotycznych oraz bakteriach. Rzęski są mniejsze niż wicie i występują w większej ilości.

## Rzęski eukariotyczne
Występują m.in. u orzęsków, niektórych wirków, wrotków oraz uczestniczą w procesach transportu np. w komórkach nabłonków wyściełających jajowody oraz ściany dróg oddechowych.

### Budowa
W komórkach eukariotycznych rzęski są od wici proporcjonalnie krótsze. Wszystkie wici oraz rzęski eukariontów mają taki sam podstawowy wzór budowy – wiązka włókien aksonemy, otoczona błoną stanowiącą ciągłość z błoną komórkową.
Wewnątrz aksonemy znajdują się mikrotubule o wzorze 9+2, co oznacza, że dwie mikrotubule centralne znajdują się w centrum rzęski a 9 par w części peryferycznej. Każda z 9 par zewnętrznych mikrotubul wygląda jak cyfra 8, mniejszy krąg jest określany jako podwłókno A lub mikrotubula A, a większe jako podwłókno B albo mikrotubula B. 
Mikrotubule A są połączone z otoczką centralną poprzez promieniście ustawione szprychy, a sąsiadujące ze sobą pary mikrotubul są połączone białkiem neksyną.
Z każdego podwłókna A wystaje ramię dyneinowe, a każde ramię w rzęsce jest zwrócone w tym samym kierunku.

### Ruch rzęski
Podobnie jak głowy miozyny z aktyną, głowy dyneiny tworzą mostki poprzeczne z mikrotubulami B i mają aktywność ATPazową. ATP związuje się z dyneiną, a dysocjuje od mikrotubuli B. Następnie zachodzi hydroliza ATP do ADP i Pi, po czym następuje uwolnienie ADP i  Pi. Dzięki temu procesowi, w aksonemie, zewnętrzne pary mikrotubul ślizgają się po sobie. Pomiędzy przylegającymi do siebie zewnętrznymi parami zachodzi wytworzenie siły przez poprzeczne mostki dyneinowe. Ramiona dyneinowe na mikrotubuli A jednej pary wędrują wzdłuż mikrotubuli B pary przyległej, inaczej niż w mięśniu, gdzie filamenty aktyny i miozyny ślizgają się jedne po sobie. W rzęsce promieniste szprychy uniemożliwiają ruch ślizgowy, który zamienia się w ugięcie. Podczas tego procesu rozciągliwe białko – neksyna utrzymuje pary razem.

## Rzęski bakteryjne
Ruch obrotowy umożliwia u bakterii chemotaksję. Bakteria pałeczka okrężnicy ma zazwyczaj 6 rzęsek, które wyrastają w losowych miejscach z powierzchni komórki.

### Budowa
Rzęski bakteryjne różnią się od rzęsek i wici eukariotycznych w dwóch aspektach:
1. są zbudowane z białka flageliny (podjednostka 53 kDa), a nie tubuliny;
2. wykonuje ruch obrotowy zamiast uginania się[2];

Filament rzęski zawiera 11 podjednostek. Rzęska rośnie dzięki dopływaniu nowych podjednostek flageliny, dyfuzyjnie, poprzez rdzeń do końca oddalonego od komórki.
Pomiędzy filamentem rzęski, a błoną komórkową znajduje się hak rzęski. Ta struktura jest złożona z podjednostek białek HAKa (o 42 kDa), które tworzą krótką zakrzywioną strukturę. W błonie komórkowej występuje ciało podstawowe, które jest nazywane motorem rzęski. Do podstawy haka są przyłączone dwa pierścienie białek w zewnętrznej oraz wewnętrznej błonie.

### Ruch rzęski
Obrotowy ruch rzęski zachodzi, kiedy protony przepływają przez stator (zewnętrzny pierścień białkowy). W podobny sposób do motoru w F1F0 w syntazie ATP.